# NGC 1365
مجرة إن جي سي 1365 (بالإنجليزية: NGC 1365)‏ هي مجرة حلزونية ضلعية يبلغ قطرها حوالي 200,000 سنة ضوئية، توجد في إتجاه برج الكور Fornax ، تبعد عنا مسافة 60 مليون سنة ضوئية وسرعة تباعدها عنا حوالي 1,632 كيلومتر بالثانية.